# Nieulotna pamięć o dostępie swobodnym
Nieulotna pamięć o dostępie swobodnym, NVRAM (od ang. non-volatile random-access memory) – pamięć komputerowa nietracąca zawartych w sobie informacji po zaniku zasilania. Jest używana w komputerach głównie do przechowywania ustawień (na przykład BIOS) i informacji, które muszą być trwałe.
Najbardziej znanym przykładem pamięci takiego typu były pamięci ferrytowe, używane w latach 50. i 60. XX wieku. Obecnie rozwija się różne rodzaje nieulotnych pamięci o dostępie swobodnym, stosując technologie nanorurek węglowych (NRAM) lub wykorzystując efekt tunelu magnetycznego (MRAM) i właściwości ferroelektryczne (FRAM).
Innym rodzajem pamięci o zbliżonych właściwościach do NVRAM są układy flash, stosowane powszechnie na przykład w cyfrowych aparatach fotograficznych i przenośnych odtwarzaczach MP3.

## Współczesne technologie NVRAM
- FRAM – nośnikiem danych jest kryształ (konstrukcja prototypowa)
- MRAM – nośnikiem danych są magnetyczne złącza tunelowe (konstrukcja prototypowa)
- NRAM (nanotube random-access memory) – pamięć zbudowana z nanorurek węglowych (konstrukcja eksperymentalna)
- PRAM – elementem pamięciowym jest kryształ (konstrukcja prototypowa)